# محوطه حاتم‌آباد
محوطه حاتم آباد مربوط به دوران‌های تاریخی پس از اسلام است و در شهرستان کبودر آهنگ، بخش مرکزی، روستای حاتم آباد واقع شده و این اثر در تاریخ ۱۰ دی ۱۳۸۱ با شمارهٔ ثبت ۷۰۱۶ به‌عنوان یکی از آثار ملی ایران به ثبت رسیده است.